# Egyszerű mondatok a román nyelvben
Ez a szócikk a román nyelv mondattanának az egyszerű mondattal foglalkozó részére szorítkozik. A mondatok osztályozását, a mondatrészek fontosabb jellegzetességeit (milyen szófajok fejezhetik ki, hogyan illeszkednek be a szószerkezetükbe vagy/és a mondatba stb.), a mondatrészek közötti viszonyokat és a mondatbeli szórendet tárgyalja a hagyományos nyelvtan szemlélete szerint, egyrészt a magyar nyelv, másrészt a többi újlatin nyelv mondattanához viszonyítva.
A román egyszerű mondat szerkezete nem különbözik lényegesen a többi újlatin nyelvekben található szerkezettől. Nyelvtipológiai szempontból a román SVO-nyelv, akárcsak a többi újlatin nyelv, tehát az egyszerű bővített mondatban a szórend, ha egyik mondatrész sincs nyomatékossá téve, alany + állítmány + tárgy/határozó.

## Az egyszerű mondat típusai
Függetlenül a más egyszerű mondatokkal való viszonyuktól és az összetett mondatbeli funkciójuktól, az egyszerű mondatokat több szempontból lehet osztályozni.

### A közlés szándéka szerint
Eszerint a kritérium szerint kétféle egyszerű mondat van: kijelentő (propoziție enunțiativă) és kérdő (propoziție interogativă).

### Érzelmi szempontból
Ebből a szempontból aszerint osztályozzák a mondatokat, hogy milyen a beszélő hozzáállása aziránt, amit kifejez, valamint hogy milyen hanglejtéssel nyilvánítja ezt ki. Ebből a szempontból ugyancsak kétféle mondat van: érzelmi (vagy felkiáltó) (propoziție afectivă vagy exclamativă) és nem érzelmi (nem felkiáltó) (propoziție neafectivă vagy neexclamativă).

### Kifejezett tartalma és modalitása szerint
A modalitás arra vonatkozik, hogyan tekinti a beszélő azt, amit az állítmány kifejez (cselekvést, történést, állapotot stb.). Ez főleg az állítmány igemódjában nyilvánul meg. (Az igemódokra vonatkozóan lásd Igeragozás és igehasználat a román nyelvben.) Eszerint a szempont szerint a következő mondattípusokat tartják számon:
- A valós kijelentő mondat (propoziția enunțiativă reală) valósnak bemutatott cselekvést vagy stb. fejez ki, és állítmánya jellegzetesen kijelentő módú: Sunt fericit ’Boldog vagyok’.
- Az óhajtó kijelentő mondat (propoziția enunțiativă optativă) kívánságot fejez ki, és igemódja legtöbbször a feltételes/óhajtó mód (modul condițional-optativ) (Aș bea o bere ’Meginnék egy sört’), de lehet a kötőmód is, például jókívánságokban: Să trăiești la mulți ani! ’Sokáig élj!’
- A potenciális kijelentő mondat (propoziția enunțiativă potențială) egy cselekvés vagy állapot megvalósulásának lehetőségét fejezi ki a jelenben vagy a jövőben, a múltban pedig egy meg nem valósult cselekvést vagy állapotot fejez ki. Igemódja a feltételes/óhajtó mód (N-aș face așa ceva ’Nem tennék ilyet’), vagy a kijelentő mód folyamatos múlt idő: Mai bine rămâneam acolo ’Inkább ottmaradtam volna’.
- A kételkedő kijelentő mondat (propoziția enunțiativă dubitativă) kételyt, határozatlanságot, bizonytalanságot vagy gyanakvást fejez ki. Igemódja a feltételező mód (modul prezumtiv) (O fi sosit deja ’Talán már megérkezett’) vagy a kötőmód: Să fi venit pe la ora 10 ’Talán úgy tíz óra felé jött’.
- A felszólító kijelentő mondat (propoziția enunțiativă imperativă) parancsot, késztetést, tanácsot, kérést vagy ajánlást fejez ki. Leggyakoribb igemódja a felszólító mód (Pleacă de aici! ’Menj innen!’) vagy a kötőmód (Să pleci de aici!), ritkábban a kijelentő mód jövő idő (Ai să pleci de aici! ’El fogsz innen menni!’), a főnévi igenév (A se agita înainte de întrebuințare ’Használat előtt felrázandó’) vagy a szupinum: De evitat drumurile de țară ’A szekérutakat kerülni kell’.
- A valós kérdő mondat (propoziția interogativă reală) valósnak tekintett cselekvésre stb. vonatkozik, a kijelentő mód használatával: Când pleci? ’Mikor utazol el?’
- Az óhajtó kérdő mondat (propoziția interogativă optativă) óhajra vonatkozik, a feltételes/óhajtó móddal: Ai veni cu mine? ’Velem jönnél-e?’
- A potenciális kérdő mondat (propoziția interogativă potențială) lehetőségre vonatkozik, a feltételes/óhajtó móddal (Ți-ai fi închipuit așa ceva? ’Elképzeltél volna ilyesmit?’) vagy a kötőmóddal: Cu ce să călătoresc? ’Mivel utazzak?’
- A kételkedő kérdő mondat (propoziția interogativă dubitativă) kételyt, határozatlanságot, bizonytalanságot vagy gyanakvást fejez ki, a feltételező móddal (O fi găsit casa? ’Vajon megtalálta a házat?’) vagy a kötőmóddal: Ce defect să aibă? ’Mi hibája lehet?’

### Pozitív vagy negatív alakja szerint
Minden mondat a fenti kategóriákhoz tartozók közül lehet pozitív alakú vagy negatív alakú.

#### A pozitív alakú mondat(propoziția pozitivă)
Ez a mondattípus úgy határozható meg a legegyszerűbben, hogy állítmányához nem kötődik tagadószó. A fenti példák mind pozitív alakú mondatok. Attól, hogy a mondat más része tagadott, a mondat még pozitív alakú: Nu el a spart geamul ’Nem ő törte be az ablakot’.
Sajátos elemei a pozitív alakú mondatoknak az igenlő szavak. Ezek olyan párbeszédbeli mondatokban fordulnak elő, amelyek megerősítenek, igazolnak, jóváhagynak, beleegyezést vagy melléállást fejeznek ki. Igenlő több határozószó és határozószó értékű szókapcsolat: da ’igen’, ba da ’de igen’, așa ’úgy’, desigur ’persze’, exact ’pontosan’, fără îndoială ’kétségtelenül’, firește ’természetesen’, într-adevăr ’valóban’ stb. Az ilyen mondatok lehetnek szerkezetileg tagoltak és teljesek (– A sunat Paul? – Da, a sunat ’– Telefonált Paul? – Igen, telefonált’) vagy tagolatlanok: – Rămâi cu mine? – Da ’– Velem maradsz? – Igen’ (lásd lentebb ezeket a mondattípusokat).

#### A negatív alakú mondat(propoziția negativă)
Ez az a mondat, amelynek állítmánya tagadott. A tagadást a tagadó határozószókkal (lásd Határozószók), a tagadó névmásokkal és a tagadó melléknevekkel (lásd Tagadó névmások/melléknevek) valósítják meg.
- Elégséges tagadószónak nevezik azt, amely önmagában fejezi ki a tagadást. Ilyen elsősorban a nu tagadó határozószó: Nu cred ’Nem hiszem’; Încă nu am mâncat ’Még nem ettem’. Ennek fonetikai változata n-, melyet a magánhangzóval kezdődő szavak előtt használnak a gyorsabb beszédben: Încă n-am mâncat.
- A szerkezetileg teljes mondatban mellék-tagadószót is lehet használni, de csak ha ugyanabban a mondatban van elégséges tagadószó is: Nu invit pe nimeni ’Nem hívok meg senkit’. Mellék-tagadószó kettő is lehet egy mondatban: Nu invit pe nimeni niciodată ’Soha senkit nem hívok meg’. Egyes általában mellék-tagadószók elégségesekké válnak szerkezetileg hiányos mondatban: – Pe cine inviți? – Pe nimeni ’– Kit hívsz meg? – Senkit’.

### Szerkezete szerint
Szerkezete szerint a mondat lehet tagolatlan vagy tagolt.

#### Tagolatlan mondat
Ezt a mondattípust Mioara Avram „elemezhetetlen”-nek (propoziție neanalizabilă) nevezi. Az ilyen mondatban nem ismerhetőek fel az alkotóelemek mondattani funkciói. Leggyakrabban párbeszédben fordulnak elő, és többnyire érzelmiek (felkiáltóak), például azok, amelyek egy indulatszóból állnak (– Ah!). Nem érzelmiek az igenlő szóból vagy tagadószóból álló tagolatlan mondatok: – Da ’– Igen’, – Nu ’– Nem’, – Ba da ’– De igen’.

#### Tagolt mondat
A tagolt mondatok elemezhetőek (analizabile), hiszen felépítésükben tisztán látszanak a mondatrészek funkciói. Két szempontból osztályozzák őket: egyrészt tőmondat és bővített mondat, másrészt szerkezetileg teljes mondat és hiányos mondat.
- A tőmondatnak megvan legalább az egyik fő mondatrésze. Ilyen csak az állítmányból álló mondat, amikor az ige meteorológiai jelenséget fejez ki: Plouă ’Esik az eső’, Ninge ’Havazik’ stb. A legtöbb tőmondatnak alanya is van: Vine autobuzul ’Jön a busz’. Bár a névszói állítmány két részből áll, ha a mondatnak ezen kívül csak alanya van, ugyancsak tőmondatról van szó: Spectacolul a fost frumos ’Az előadás szép volt’.
- A bővített mondat más mondatrészeket is tartalmaz az alanyon és az állítmányon kívül.
- A teljes mondat a közléshez szükséges összes mondatrészt tartalmazza: Ion pleacă mâine ’Ion elutazik holnap’.
- A hiányos mondat nem tartalmaz minden szükséges mondatrészt, de könnyen ki lehet egészíteni a kontextus révén. Főleg párbeszédben fordul elő. A fenti példából kiindulva, egy olyan kérdésre, mint – Cine pleacă? ’– Ki utazik el?’ elég azt válaszolni, hogy – Ion. Nem tartozik a hiányos mondatok közé az olyan mondat, amely állítmánya magába foglalja az alanyt személyrag alakjában: – Ce face Ion? – Pleacă ’– Mit csinál Ion? – Elutazik’.

## Mondatrészek
A román nyelv mondattanát a román hagyományos nyelvészet magyarra átültetett terminológiájával írjuk le.
A magyar nyelv grammatikáiban nem használt szakszavak a következők:
| Román terminus                        | Román terminus fordítása     | Meghatározás | Megfelelő magyar terminus | Példák                                                                                     |
| ------------------------------------- | ---------------------------- | --- | --- | ------------------------------------------------------------------------------------------ |
| element predicativ suplimentar        | állítmány-kiegészítő         | egyrészt az állítmánynak, másrészt egy másik, az állítmánnyal viszonyban álló mondatrésznek alárendelt mondatrész, amely olyan jellegzetességet, vagy az állítmányéval általában egyidejű cselekvést, történést vagy létet fejez ki, amely a másik mondatrészre vonatkozik | állapothatározó (részben) | A ieșit furioasă ’Mérgesen ment ki’, Am văzut-o plângând ’Sírni láttam’                    |
| complement direct                     | közvetlen tárgy              | az a tárgy, amelyre az ige cselekvése irányul, vagy amely a cselekvés eredménye | tárgy | Am văzut-o pe Maria ’Láttam Máriát’, Scriu un articol ’Cikket írók’                        |
| complement indirect                   | közvetett tárgy              | az a tárgy, amelynek részére végbemegy az alaptagban megnevezett cselekvés vagy történés | részeshatározó | Fratelui meu i s-a dat o șansă ’Esélyt adtak a fivéremnek’                                 |
| complement indirect                   | közvetett tárgy              | különböző, a fenti értelemben vett közvetett tárgy és a körülményi határozók fogalmán kívül eső jelentéseket hordozó elöljárós vonzat | állandó határozó, más néven aszemantikus határozói vonzat | Nu râde de mine! ’Ne nevess rajtam!’                                                       |
| complement de agent                   | szenvedő ige kiegészítője    | a szenvedő ige cselekvője | eszközlő határozó | Clădirea a fost proiectată de un arhitect celebru ’Az épületet egy híres építész tervezte’ |
| complemente circumstanțiale           | körülményhatározók           | az ige azon bővítményei, amelyek a cselekvés, a történés vagy a létezés körülményeire mutatnak rá | határozók (a részeshatározón, a számhatározón, az eredethatározón, az eredményhatározón, egyes állapothatározókon, az eszközlő határozón és az aszemantikus határozói vonzatokon kívül) | Rămâi aici! ’Maradj itt!’, Săptămâna trecută am fost la țară ’A múlt héten falun voltam’   |
| complement circumstanțial consecutiv  | következményes határozó      | cselekvés vagy tulajdonság következménye | fok-mérték határozó | Muncește până la epuizare ’Kimerülésig dolgozik’                                           |
| complement circumstanțial condițional | feltételes határozó          | azon feltétel vagy hipotézis, amely teljesítésétől függ egy cselekvés, egy történés, a lét vagy egy tulajdonság | állapothatározó | echipament utilizabil în caz de incendiu ’tűz esetén használható berendezés’               |
| complement circumstanțial concesiv    | megengedő határozó           | az a tárgy vagy helyzet, amelytől az lett volna várható, hogy megakadályozzon egy cselekvést, egy történést, a létet vagy egy tulajdonság meglétét | állapothatározó | N-am acceptat, cu toate insistențele lui ’Nem fogadtam el, minden erősködése ellenére’     |
| complement circumstanțial opozițional | ellentétet kifejező határozó | az a tárgy vagy helyzet, amely ellentétben áll azzal, amit más mondatrész fejez ki | állapothatározó | În locul mamei, am venit eu ’Anyám helyett én jöttem el’                                   |
| complement circumstanțial cumulativ   | hozzáadásra utaló határozó   | az a tárgy vagy helyzet, amely hozzáadódik ahhoz, amit más mondatrész fejez ki | állapothatározó | În afara ta au lipsit și alții ’Rajtad kívül mások is hiányoztak’                          |
| complement circumstanțial de excepție | kivételt kifejező határozó   | az a tárgy, amely kivételt képez ahhoz képest, amit más mondatrész fejez ki | állapothatározó | Toți au venit, afară de tine ’Mindenki eljött rajtad kívül’                                |

### Fő mondatrészek

#### Az alany(subiectul)
Akárcsak a magyar nyelvben, a románban is az alanyt ki lehet fejezni az állítmány személyragjával (Muncește ’Dolgozik’), főnévvel (Tata muncește ’Apám dolgozik’), különféle névmássokkal (El muncește ’Ő dolgozik’, Acela muncește ’Az dolgozik’), számnévvel (Al doilea muncește ’A második dolgozik’), főnévi igenévvel (A munci e obligatoriu ’Dolgozni kötelező’) Ezek mellett, a románban szupinumban álló ige (E ușor de spus ’Könnyű mondani’) és, ritkábban, határozói igenév is (Se aude trăsnind ’Villámcsapás hallatszik’) adhatja az alanyt.
Amikor névszó fejezi ki az alanyt, ez majdnem mindig alanyesetben áll, de vannak kivételek is:
- olyan vonatkozó névmás esetében, amely a főmondatban igebővítményként az ige által megkövetelt esetben áll, de a jelző mellékmondatban alany: Dau cartea cui (részes eset) vrea s-o citească ’Annak adom a könyvet, aki el akarja olvasni’;
- mennyiséget kifejező elöljárós szerkezetekben: Au venit peste o sută (tárgyeset) ’Száznál többen jöttek el’;
- egyes egymásmellé rendelt alanyok esetében: Ne-am dus acolo ea și cu mine (tárgyeset) ’Ő és én mentünk oda’.

Mint a magyar nyelvben, az alany helye a mondatban általában attól függ, hogy milyen hangsúlyt kap: Petre a sosit jelentheti azt, hogy ’Petre megjött’ (másokkal ellentétben) vagy ’Petre jött meg’ (és nem más), miközben A sosit Petre azt, hogy ’Megjött Petre’ (egyik tag sem lévén kihangsúlyozva, vagy az állítmány kihangsúlyozásával).

#### Az állítmány(predicatul)

##### Az igei állítmány(predicatul verbal)
Ezt a típusú állítmányt általában valamelyik igemódban álló ige adja, de olykor a felszólító módban álló ige helyett használt főnévi igenév is: A se scutura înainte de întrebuințare ’Használat előtt felrázandó’.
Cselekvést kifejező indulatszó is lehet állítmány: Haide odată! ’Gyere már!’, Na și ție! ’Nesze neked is!’
Az állítmány mindig egyezik az alannyal, nemcsak személyben, hanem számban is, olyan esetekben is, amikor a magyar nyelvben nincs számbeli egyezés: Au venit doi oameni ’Két ember jött el’. Ha az alanyt olyan egyes számú főnév adja, amely mennyiséget fejez ki (jumătate ’fél’, majoritate ’többség’, mulțime ’sokaság’, parte ’rész’), az állítmányt egyes számba is, többes számba is lehet tenni, azaz egyezhet a tulajdonképpeni alannyal (egyes számban), illetve az alany kifejezett vagy nem kifejezett jelzőjével (többes számban): O parte (din oameni) rămâne/rămân aici ’Az emberek egy része ittmarad’.
A szenvedő ige által kifejezett állítmány nemben is egyezik az alannyal, a benne foglalt melléknévi igenév révén: Hotărârea a fost luată cu majoritate de voturi ’A határozatot szavazattöbbséggel fogadták el’.

##### A névszói állítmány(predicatul nominal)
Ennek első tagja a kapcsoló ige (a kopula). Ez a leggyakrabban az a fi létige, de lehet más, ennek jelentéséhez közeli ige is: a deveni ’válik, lesz’, a însemna ’jelent’ stb.
A kopula általában valamelyik igemódban áll, és az alanyhoz kapcsolja az állítmány névszói részét, de lehet igenév is, és ekkor különböző funkciójú szószerkezeteket alkot:
- alany: A fi harnic este o calitate ’Szorgalmasnak lenni erény’;
- jelző: Ai obligația de a fi pregătit la orice ’Kötelezettséged mindenre készen lenni’;
- elöljárószós közvetett tárgy (complement indirect prepozițional): apt de a fi recrutat ’besorozásra alkalmas’.

A névszói állítmány második tagja lehet főnév (El a devenit inginer ’Ő mérnök lett’), névmás (Câinele este al nostru ’A kutya a miénk’), melléknév (Sunt trist ’Szomorú vagyok’), számnév (Ești al treilea ’A harmadik vagy’). Azonban nemcsak névszó töltheti be ezt a funkciót, hanem főnévi igenév (Obligația ta este a învăța ’Kötelességed tanulni’) vagy szupinumban álló ige (Ea este de admirat ’Ő csodálni való’) is.
A névszói állítmány névszói része a legtöbbször alanyesetű, de nem mindig: Lănțișorul e de argint (tárgyeset) ’A nyaklánc ezüstből van’, Sunt împotriva propunerii (birtokos eset) ’A javaslat ellen vagyok’.
A névszói állítmány ugyanúgy egyezik az alannyal, mint az igei állítmány. Nemben akkor van egyezés, ha a névszói rész melléknév: Fata e veselă ’A lány vidám’.

### Bővítmények

#### Az állítmány-kiegészítő(elementul predicativ suplimentar)
Az állítmány-kiegészítő egyrészt az állítmánynak van alárendelve, másrészt egy másik, az állítmánnyal viszonyban álló mondatrésznek. Olyan jellegzetességet, vagy az állítmányéval általában egyidejű cselekvést fejez ki, amely a másik mondatrészre utal:
- az alanyra: A ieșit furioasă ’Mérgesen ment ki’, Ea se numește Ana ’Annának hívják’;
- a tárgyra: Am văzut-o plângând ’Sírni láttam’.

Ennek a mondatrésznek az ismérve az, hogy azt a szerkezetet, amelynek része, általában szét lehet bontani két mondatra, anélkül, hogy jelentésváltozás lépne fel. Példa: A ieșit furioasă ’Mérgesen ment ki’ = A ieșit și era furioasă ’Kiment, és mérges volt’.
Az állítmány-kiegészítőt kifejezheti főnév, melléknév, határozói igenév stb. A főnév lehet alanyesetű (Ea se numește Ana) vagy tárgyesetű: N-o lua ca o insultă! ’Ne vedd sértésnek!’
A melléknévvel kifejezett állítmány-kiegészítő nemben és számban egyezik azzal a főnévvel, amelyre utal: Zăpada a făcut imposibilă circulația ’A hó lehetetlenné tette a közlekedést’.

#### A jelző(atributul)
Attól függően, hogy milyen szófajhoz tartozó szó fejezi ki, a román mondattan melléknévi, főnévi, névmási, igei és határozói jelzőt tart számon.
A melléknévi jelzőt (atribut adjectival) kifejezheti tulajdonképpeni melléknév (tablou urât ’csúnya kép’), névmási determináns (mașina ta ’a kocsid’, trenul ăsta ’ez a vonat’), más melléknév értékű szó, például számnév: trei oameni ’három ember’.
A főnévi jelző (atribut substantival) főleg birtokos esetben vagy tárgyesetben áll:
- birtokos esetben:

– elöljárószó nélkül birtokost fejez ki: fusta Anei ’Anna szoknyája’;
– elöljárószóval: manifestație contra dictaturii ’diktatúraellenes tüntetés’;
- tárgyesetben – főleg elöljárószóval: ceas cu cuc ’kakukkos óra’.
- Alanyesetben általában az értelmező jelző áll, akkor is, ha a jelzett főnév más esetű: I-am dat telefon lui Radu, fratele meu ’Telefonáltam Radu-nak, a fivéremnek’.

A névmási jelző (atribut pronominal) általában azonos szerkezetekben fordul elő, mint a főnévi: grija ei ’az ő gondja’, scaunul aceluia ’annak a széke’, părerea despre ea ’a vélemény róla’.
Az igei jelző (atribut verbal) többnyire elöljárószós főnévi igenévvel (obligația de a rezista ’az ellenállás kötelezettsége’) vagy szupinum módban álló igével (aparat de ras ’borotvakészülék’) fejezhető ki.
A határozószói jelző (atribut adverbial) főleg elöljárószós: casa de aici ’az itteni ház’.
A melléknévi jelző nemben, esetben és számban egyezik a jelzett főnévvel: bărbat frumos, ’szép férfi’, bărbați frumoși ’szép férfiak’, al femeii frumoase ’a szép nőé’.

##### A jelző helye
Legtöbbször a jelző a jelzett főnév mögött áll.
Az igei és a határozószói jelző helye mindig a főnév mögött van (lásd a fenti példákat).
Egyetlen jelzőfélét tesznek mindig a főnév elé, a melléknév értékű tőszámnevet: trei oameni ’három ember’.
A tulajdonképpeni melléknévi jelzők között a legtöbb olyan, amelyet csak a főnév mögé lehet tenni: plantă acvatică ’vízi növény’, mașină agricolă ’mezőgazdasági gép’, roșie moale ’puha paradicsom’ stb.
Egyes tulajdonképpeni melléknévi jelzőket lehet érzelmi okokból a főnév elé helyezni: Am avut o mare surpriză! ’Nagy meglepetésben volt részem!’ Ha egy főnévnek több jelzője van, egy részüket a jelzett főnév elé kell tenni. Az elegantul ei palton negru ’az elegáns fekete kabátja’ szószerkezetben, a palton főnévnek három jelzője van, melyek közül kettő, egy melléknévi is, a főnév előtt áll.
Egyes melléknevek helye a jelentésük árnyalatától függ. Az alapjelentésétől eltávolodó jelentéssel a melléknév a főnév elé kerül:
Este o adevărată performanță! ’Ez aztán teljesítmény!’ – Este o performanță adevărată ’Ez igazi teljesítmény’ (nem hamis);
anumite persoane ’egyes személyek’ – persoane anumite ’bizonyos személyek’;
o bună parte din ceva ’vminek jórésze, nagy része’ – o parte bună din ceva ’egy jó rész vmiből’ (nem rossz);
diferite lucruri ’többféle dolgok’ – lucruri diferite ’más-más jellegű dolgok’;
un nou succes ’még egy siker’ – un succes nou ’egy új siker’ (nem régi);
din pură curiozitate ’puszta kíváncsiságból’ – curiozitate pură ’tiszta kíváncsiság’ (nem bűnös);
săraca fată ’a szegény lány’ (sajnálatra méltó) – fata săracă ’a szegény lány’ (nem gazdag).
Két jelzőtípus helye változhat kiemelés, érzelmi árnyalat vagy jelentésváltozás nélkül. Ilyenkor még egy grammatikai változás lép fel, mégpedig a határozott névelő használata a főnévhez illesztve, ha a jelző előtt áll. Ez utóbbi lehet:
– viszonylagos felsőfokú melléknév: elevul cel mai bun vagy cel mai bun elev ’a legjobb tanuló’;
– mutató determináns: patul celălalt vagy celălalt pat ’a másik ágy’.

#### A közvetlen tárgy(complementul direct)
Ez a mondatrész mindig ige bővítménye. Kifejezhető tárgyesetű főnévvel (Văd trenul ’Látom a vonatot’), névmással (Îl văd ’Látom’) vagy számnévvel (Văd două ’Kettőt látok’), ritkábban főnévi igenévvel (Pot urca ’Fel tudok menni’), határozói igenévvel (Am auzit vorbindu-se despre asta ’Hallottam beszélni erről’) vagy szupinum módban álló igével (N-am terminat de citit cartea ’Nem fejeztem be a könyv olvasását’).
A főnévvel vagy névmással kifejezett tárgyat olykor a pe elöljárószóval kell használni, máskor a pe-t el kell hagyni. Például:
- Pe-vel használandó az olyan tulajdonnév, amelyet személyre vagy állatra használnak: Am văzut-o pe Maria ’Láttam Máriát’, Îl fluier pe Lăbuș ’Füttyentek Lăbuș-nak, hogy jöjjön’.
- Nem használandó pe-vel a névelővel ellátott élettelent jelölő köznév vagy tulajdonnév: Citesc ziarul ’Olvasom az újságot’, Au trecut Mureșul ’Átkeltek a Maroson’.

A román nyelvben gyakori egyazon tárgy kétszeres kifejezése: egyrészt főnévvel, mutató névmással, birtokos névmással, kérdő névmással vagy határozatlan névmással, másrészt a ráutaló hangsúlytalan személyes névmással. Ez utóbbi visszautal a tulajdonképpeni tárgyra, ha ez az állítmány előtt áll, vagy előreutal rá, amikor az állítmány mögött áll.
- Kötelező visszautalni a tárgyra a következő esetekben:

– A tárgy határozott névelővel van ellátva: Cartea am citit-o ’A könyvet elolvastam’.
– A tárgyat a pe elöljárószóval használják (a legtöbb esetben): Pe tine te aștept ’Téged várlak’.
– A tárgy jelzője birtokos determináns, mutató melléknév, a fiecare ’minden, mindegyik’ határozatlan determináns, az al/a/ai/ale birtokos névelővel ellátott szó, sorszámnév, mutató névelős tőszámnév, viszonylagos felsőfokú melléknév: Aceeași întrebare am pus-o și eu ’Ugyanazt a kérdést feltettem én is’, Cele două caiete le-am pierdut ’A két füzetet elvesztettem’.
- A visszautalás kerülendő a legtöbb pe nélkül használt határozatlan tárgy esetében: Mere n-am mâncat ’Almát nem ettem’.
- A visszautalás lehetséges, de nem kötelező:

– a határozatlan névelős tárgy esetében: O excepție (o) constituie subiectul ’Kivételt képez az alany’;
– a semleges értékű mutató névmás esetében: Asta să nu (o) crezi! ’Ezt ne hidd!’
- Az előreutalás kötelező, amikor a tárgy az ige mögött van, és pe-vel ellátott személyes, birtokos vagy mutató (a semleges értékűn kívül) névmás fejezi ki: Mă așteaptă pe mine ’Engem vár’, O aleg pe asta ’Ezt (nn.) választom’, L-am luat pe al tău ’A tiédet vettem el’.
- Az előreutalás kerülendő a pe nélküli tárgy esetében: Citesc cartea ’Olvasom a könyvet’, Citesc o carte ’Könyvet olvasok’, Citesc cărți interesante ’Érdekes könyveket olvasok’. Bár pe elöljárós, az oricine ’akárki’, altcineva ’valaki más’, cineva ’valaki’, nimeni ’senki’ névmások által kifejezett tárgyra sincs előreutalás: Primesc pe oricine ’Akárkit fogadok’ Nu primesc pe nimeni ’Nem fogadok senkit’.

#### A közvetett tárgy(complementul indirect)
A közvetlen tárggyal ellentétben, ez a mondatrész nemcsak ige bővítménye lehet, hanem melléknévé is (Situația e defavorabilă opoziției ’A helyzet hátrányos az ellenzék számára’), és határozószóé is: Locuiește aproape de mine ’Közel lakik hozzám’.
Kifejezhető:
– főnévvel: Îi dau telefon directorului ’Telefonálok az igazgatónak’;
– névmással: Mă gândesc la tine ’Gondolok rád’;
– számnévvel: Am vorbit cu trei dintre ei ’Hármójukkal beszéltem’;
– melléknévvel: Am vopsit gardul în verde ’Zöldre festettem a kerítést’;
– a szupinumnak nevezett igenévvel: M-am săturat de așteptat ’Elegem van a várakozásból’.
Ennek a mondatrésznek több típusa van:
- A részes esetű, elöljárószó nélküli közvetett tárgy a magyar részeshatározónak felel meg. Ennél is fennáll a kétszeres kifejezés kérdése. Itt a vissza- és az előreutalás a személyes névmás részes esetű hangsúlytalan alakjával történik. A következő esetek fordulnak elő:

– Az ige előtti részeshatározóra csaknem mindig vissza kell utalni: Fratelui meu i s-a dat o șansă ’Esélyt adtak a fivéremnek’.
– Az ige mögötti részeshatározóra előre kell utalni, ha személyes vagy mutató névmás fejezi ki: Îți mulțumesc ție ’Neked köszönöm’.
– Az ige mögötti részeshatározóra tilos előreutalni, ha élettelen főnév fejezi ki: A donat muzeului colecția sa ’A múzeumnak adományozta gyűjteményét’.
- A részes esetet vonzó elöljárószóval kifejezett közvetett tárgy. Három ilyen azonos jelentésű elöljárószó van, amelyeket főnévvel vagy névmással használnak: Am reușit datorită / grație / mulțumită mamei ’Édesanyámnak köszönhetően sikerült (nekem)’.
- A birtokos esetű közvetett tárgy főleg két azonos jelentésű elöljárószóval fordul elő: S-au revoltat contra / împotriva dictaturii ’A diktatúra ellen lázadtak fel’.
- A tárgyesetű közvetett tárgyat bizonyos elöljárószókkal használják: Nu râde de mine! ’Ne nevess rajtam!’, Lucrez pentru Paul ’Paul-nak dolgozom’.

#### A szenvedő ige kiegészítője(complementul de agent)
Ez a mondatrész a szenvedő ige cselekvőjét fejezi ki. Csak tárgyesetben állhat, a de vagy, a választékos nyelvi regiszterben, a de către elöljárószóval.
A következő szófajok rendelhetik alá:
– ige: Clădirea a fost proiectată de un arhitect celebru ’Az épületet egy híres építész tervezte’ (szó szerint ’… egy híres építész által lett megtervezve’);
– melléknévi igenévből származó melléknév: realitatea văzută de către artist ’a művész által látott valóság’;
– a -bil szuffixummal képzett melléknév: activitate controlabilă de către minister ’a minisztérium által ellenőrizhető tevékenység’.
Csak tárgyesetű főnévvel vagy főnevet helyettesíteni képes névszóval fejezhető ki:
– főnév: lásd az előbbi példákat;
– névmás: Scrisoarea este semnată de mine ’Én írtam alá a levelet’, De cine este semnată scrisoarea? ’Ki írta alá a levelet?’;
– számnév: Martorul a fost audiat de trei dintre procurori ’A tanút az ügyészek közül hárman hallgatták meg.

#### Körülményhatározók(complemente circumstanțiale)

##### A helyhatározó(complementul circumstanțial de loc)
Ezt a határozót ige (Du-te acolo! ’Menj oda!’) vagy melléknév (om harnic la locul de muncă ’munkahelyén szorgalmas ember’) rendelheti alá.
Kifejezheti:
- elöljárószó nélkül – helyhatározó szó: Rămâi aici! ’Maradj itt!’;
- helyet kifejező elöljárószóval:

– főnév: în casă ’a házban’, pe drum ’az úton’, dinspre munte ’a hegy felől’;
– névmás: A dat în mine cu bicicleta ’Nekem jött a kerékpárral’, Am căutat cartea pe toate mesele, dar nu e pe niciuna ’Minden asztalon kerestem a könyvet, de nincs egyiken sem’;
– birtokos determináns: În jurul meu nu e nimeni ’Körülöttem nincs senki’;
– számnév: Nu locuiește la etajul întâi, ci la al treilea ’Nem az első emeleten lakik, hanem a harmadikon’.
Az névszóval kifejezett helyhatározó legtöbbször tárgyesetben áll, ritkábban birtokos esetben (deasupra mării ’a tenger felett’, în jurul lui ’körülötte’).

##### Az időhatározó(complementul circumstanțial de timp)
Alárendelői:
- ige: Plec mâine ’Elutazom holnap’;
- melléknév: stea vizibilă ziua ’nappal látható csillag’.

Kifejezői:
- időhatározó szó: Uneori e trist ’Olykor szomorú’;
- elöljárószós főnév vagy ennek helyettesítője: Iau prânzul la amiază ’Délben ebédelek’, Am venit înaintea ta ’Előtted jöttem’, Am lucrat două săptămâni; în a treia mi-am dat demisia ’Két hetet dolgoztam; a harmadikon felmondtam’;
- elöljárószó nélküli főnév: Săptămâna trecută am fost la țară ’A múlt héten falun voltam’;
- főnévi igenév (a până ’-ig’ és az înainte de ’előtt’ elöljárókkal): A ieșit înainte de a termina lucrarea ’Kiment, mielőtt befejezte volna a dolgozatot’.

##### Az okhatározó(complementul circumstanțial de cauză)
Alárendelői:
- ige: Din greșeală am spus altceva ’Tévedésből mást mondtam’;
- melléknév: nebun de fericire ’bolond a boldogságtól’.

Kifejezői:
- főnév:

– tárgyesetű (a de, din elöljárószókkal vagy a din cauză de ’miatt’ elöljárószó értékű szókapcsolattal): N-a făcut-o, de lene ’Nem tette meg, lustaságból’, Închis din cauză de boală ’Betegség miatt zárva’;
– birtokos esetű (a din cauza, din pricina ’miatt’ elöljárószó értékű szókapcsolatokkal): Accidentul a avut loc din cauza vitezei excesive ’A balesetet a túl nagy sebesség okozta’;
- névmás: De asta n-o să te îmbolnăvești ’Ettől nem fogsz megbetegedni’;
- de elöljárós határozószó: De prost ce citește nu se înțelege nimic ’Olyan rosszul olvas, hogy semmit sem lehet érteni’;
- birtokos determináns: din cauza mea ’miattam’;
- határozószó értékű szókapcsolat: De aceea îți spun ’Azért mondom’;
- határozói igenév: Venind la timp, am găsit loc ’Mivel időben jöttem, találtam helyet’;
- határozói igeneves mondatszerű szerkezet: Plecând ultimul autobuz, m-am întors acasă pe jos ’Mivel elment az utolsó busz, gyalog mentem haza’.

##### A célhatározó(complementul circumstanțial de scop)
Alárendelője ige: Am ridicat mâna pentru a cere cuvântul ’Felemeltem a kezem, hogy szót kérjek’.
Kifejezői:
- elöljárószós főnév vagy névmás, tárgyesetben: Am venit pentru angajare ’Munkába való felvételre jöttem’, Pentru asta am venit ’Ezért jöttem’;
- elöljárószó értékű szókapcsolattal (în/cu scopul, în vederea ’céljából’) ellátott főnév, birtokos esetben: cu scopul/în vederea rezolvării problemei ’a kérdés megoldása céljából’;
- pentru elöljárós vagy cu scopul de elöljárószó értékű szókapcsolatos főnévi igenév: A venit pentru a vorbi cu șeful ’Azért jött, hogy a főnökkel beszéljen’, Ne-am adunat cu scopul de a discuta despre situația creată ’A létrejött helyzet megbeszélése céljából jöttünk össze’;
- határozószó értékű szókapcsolat: De aceea am venit ’Azért jöttem’.

##### A módhatározó(complementul circumstanțial de mod)
Alárendelői:
- ige: Vorbește prost ’Rosszul beszél’;
- melléknév: E foarte inteligent ’(Ő) nagyon okos’;
- határozószó: Am plecat prea târziu ’Túl későn indultam el’.

A módhatározónak több fajtája van:

###### A tulajdonképpeni módhatározó
Kifejezhető:
- mód-határozószóval: Lucrează bine ’Jól dolgozik’;
- elöljárószós (leggyakrabban cu ’-val/-vel’, fără ’nélkül’, în ’-ban/-ben’) főnévvel: Se uită cu admirație la tine ’Csodálattal néz rád’, Lucrează în liniște ’Csendben dolgozik’;
- elöljárószós (általában fără) főnévi igenévvel: Scrie fără a se uita la tastatură ’Úgy ír, hogy nem nézi a billentyűzetet’;
- határozói igenévvel: A intrat spărgând ușa ’Úgy jött be, hogy betörte az ajtót’.

###### A mértékhatározó
Ez a módhatározó méretet, súlyt, ürméretet, hőmérsékletet, árt fejez ki, számnévvel jelzett mértékegységet jelölő főnévvel vagy főnévvel jelzett számnévvel, általában a de, cu, (până) la elöljárószókkal: lat de trei metri ’három méter széles’, Febra i-a urcat la 40 de grade ’Láza 40 fokra emelkedett’, Productivitatea muncii a crescut cu 3% ’A munka termelékenysége 3%-kal nőtt’.

###### A hasonlító módhatározó
Ez a határozó úgy fejezi ki cselekvés vagy tulajdonság jellegét, hogy azt egy összehasonlítási alaphoz viszonyítja.
Azonos mértéket kifejező szerkezetben ennek a módhatározónak az alárendelője lehet:
- ige: Am plătit ca și voi ’Fizettem/Fizettünk, akárcsak ti’;
- melléknév: E la fel de surprins ca mine ’Ugyanannyira meglepett, mint én’;
- határozószó: Lucrează tot așa de bine ca tatăl său ’Ugyanolyan jól dolgozik, mint az apja’.

Amikor nem azonos (nagyobb vagy kisebb) mértéket fejez ki, alárendelője lehet:
- melléknév: E mai înalt decât tatăl său ’Magasabb, mint az apja’, Munca sa e mai puțin utilă decât a ta ’A munkája kevésbé hasznos, mint a tiéd’;
- határozószó: Petrică crește mai repede decât fratele său ’Petrică gyorsabban nő, mint a testvére’, Vorbesc mai puțin bine franceza decât engleza ’Franciául kevésbé jól beszélek, mint angolul’.

A melléknév vagy a határozószó lehet viszonylagos felsőfokban is: membrul cel mai bătrân din familie ’a család legöregebb tagja’ (a tulajdonság legnagyobb mértéke), El scrie cel mai puțin corect dintre toți studenții ’Ő ír a legkevésbé helyesen az összes diák közül’ (a mód legkisebb mértéke).
Az azonos mértéket kifejező hasonlító módhatározó lehet főnév, névmás, számnév, melléknév vagy főnévi igenév. Előtte a ca (și) vagy a cât (și) ’mint’ hasonlító határozószó állhat, az alárendelő szó előtt pedig a tot așa/atât de, la fel de, deopotrivă de (mindegyik jelentése ’ugyanolyan’) határozószó értékű szókapcsolatok állhatnak.
A nem azonos mértéket kifejező hasonlító módhatározó lehet főnév, ennek helyettesítője, melléknév vagy főnévi igenév, melyet a decât vagy a ca ’mint’ hasonlító határozószó előz meg.
A viszonylagos felsőfok szerkezetében a módhatározó csak főnév (többnyire többes számú) vagy ennek helyettesítője lehet, a dintre ’közül’ elöljárószóval.

##### Az eszközhatározó(complementul circumstanțial instrumental)
Alárendelője általában ige: Lucrez cu un fierăstrău ’Fűrésszel dolgozom’.
Kifejezői (elöljáróval):
- főnév: Transmit mesajul prin Paul ’Paul-on keresztül közvetítem az üzenetet’;
- névmás: Circul cu orice ’Akármivel közlekedem’;
- számnév: Nu lucrez numai cu un clește, ci cu doi ’Nem csak egy fogóval dolgozom, hanem kettővel’;
- birtokos determináns: cu ajutorul tău ’segítségeddel’.

Az eszközhatározó többnyire tárgyesetű szó, a cu ’-val/-vel’ vagy a prin ’keresztül’ elöljárószóval. Előfordul a la is, egyes hangszerek nevével (cântă la pian ’zongorán játszik’), és a din is, más hangszerek nevével: cântă din fluier ’furulyázik’.
Az eszközhatározó lehet birtokos esetű szó is, a cu ajutorul ’segítségével’ vagy a prin intermediul ’keresztül’ elöljárószó értékű szókapcsolattal: Să nu ne transmitem mesaje prin intermediul presei ’Ne üzengessünk egymásnak a sajtón keresztül’.

##### A társhatározó(complementul circumstanțial sociativ)
A leggyakrabban igét egészít ki, a társulás pedig a következő mondatrészekkel lehetséges:
- az alannyal: Alina pleacă cu tine ’Alina veled megy’;
- a közvetlen tárggyal: L-am chemat pe șeful de birou cu secretara sa ’Behívattam az osztály főnökét a titkárnőjével együtt’;
- a szenvedő szerkezetű ige cselekvőjével: Proiectul a fost făcut de arhitectul șef împreună cu subordonații săi ’A tervet a főépítész készítette, alárendeltjeivel együtt’.

## Mellérendelés a mondatrészek között
Az egymásmellé rendelt mondatrészek lehetnek azonosak vagy különbözőek. Ez utóbbi eset a kevésbé gyakori: Trebuie să hotărâm aici și acum ’Itt és most kell döntenünk’ (helyhatározó és időhatározó).
A mondatrészeket kötőszóval, ritkábban elöljárószóval, határozószóval vagy közvetlenül (írásban vessző jelzi) rendelik egymás mellé. Ez utóbbi módszert főleg akkor alkalmazzák, ha kettőnél több mondatrészről van szó.
Különböző mondatrészek között nem, de azonosak között előfordul a mellérendelés összes fajtája.

### Kapcsoló mellérendelés(coordonare copulativă)
Ezzel a mellérendelés-típussal a mondatrészek társítottakként jelennek meg, a következő nyelvi eszközök segítségével:
- kötőszókkal: Maria și Paul s-au căsătorit ’Maria és Paul összeházasodtak’; Nu lucrez nici azi, nici mâine ’Nem dolgozom se ma, se holnap’ (kéthelyű kötőszó);
- kötőszó értékű szókapcsolatokkal:

Feroviarii, ca și piloții, sunt în grevă ’A vasutasok, akárcsak a pilóták, sztrájkolnak’;
Paula este frumoasă, dar și inteligentă ’Paula szép, de okos is’;
Vine fratele meu și sora mea, precum și vărul meu ’Eljön a fivérem, a nővérem, valamint az unokatestvérem’;
El a scris atât prefața, cât și postfața ’Ő írta úgy az előszót, mint az utószót’ (kéthelyű kötőszó);
Este respectuos nu numai cu directorul, ci și cu colegii ’Nemcsak az igazgatóval tisztelettudó, hanem a kollégáival is’ (kéthelyű kötőszó);
- a cu ’-val/-vel’ elöljárószóval: Să intre domnul cu doamna ’Jöjjön be az úr és a hölgy’;
- elöljárószó értékű szókapcsolatokkal: Tu și cu mine trebuie să facem asta ’Neked és nekem kell megcsinálnunk’; Du-te tu împreună cu Cristina ’Menj oda te, Cristinával együtt’;
- határozószóval: Am cumpărat cartea, plus CD-ul ’Megvettem a könyvet, és a CD-t is’;
- közvetlenül: Mă interesează filmul, teatrul și muzica ’A mozi, a színház és a zene érdekel’.

### Választó mellérendelés
Ennek a mellérendelésnek kétféle, nem könnyen megkülönböztethető típusa van:
- A kizáró választó mellérendelés (coordonarea disjunctivă) eszközei: egyhelyű kötőszó (Am făcut bine sau rău? ’Jól tettem vagy rosszul?’); kéthelyű kötőszó (Merg ori cu trenul, ori cu mașina ’Vagy vonattal, vagy kocsival megyek’; Iau fie primul, fie al doilea tren ’Vagy az első, vagy a második vonatra szállok fel’).
- A megengedő választó mellérendelés (coordonarea alternativă) váltakozó vagy egymást követő fogalmakat köt össze. Eszközei között megvannak a kizáró választó mellérendelés eszközei (Merg în concediu în iulie sau în august ’Júliusban vagy augusztusban megyek szabadságra’), de néhány kéthelyű határozószó jellemző erre a mellérendelés-típusra: Câinele doarme ba înăuntru, ba afară ’A kutya olykor bent, máskor kint alszik’; Vorbește când așa, când așa ’Mikor így, mikor úgy beszél’.

### Ellentétes mellérendelés(coordonare adversativă)
Ez a mellérendelés csak két tag között lehetséges, de ezek több, egymásközt másként mellérendelt mondatrészből is állhatnak: Bărbatul era tânăr și înalt, dar bolnav și slab ’A férfi fiatal volt és magas, de beteg és gyenge’.
Eszközei:
- kötőszók: Nu beau ceai, ci cafea ’Nem iszom teát, hanem kávét’; Romanul e scurt, dar interesant ’A regény rövid, de érdekes’; Filmul este vechi, însă actual ’A film régi, viszont mára szóló’;
- az atât …, cât kéthelyű határozószó: Nu atât prostia, cât necinstea lui mă revoltă ’Nem annyira a butasága, mint a becstelensége háborít fel’.

### Következtető (vagy magyarázó) mellérendelés(coordonare conclusivă)
Ez a mellérendelés is csak két tag között lehetséges, amelyeknek többféle mondattani funkciójúk lehet. A következő kötőszókkal valósulhat meg: Guvernul a negociat cu angajații și cu angajatorii, deci cu toți cei interesați ’A kormány a munkavállalókkal és a munkaadókkal, tehát az összes érdekelttel tárgyalt’; A vorbit cu pasiune, așadar convingător ’Szenvedélyesen, azaz meggyőzően beszélt’; A predat lucrarea astăzi, prin urmare prea târziu ’Csak ma, következésképpen túl későn adta be a dolgozatot’.

## Szórend az egyszerű mondatban
A román nyelvben az egyszerű mondat tagjainak a sorrendje viszonylag szabad, azaz nem teljesen kötött (mint azokban a nyelvekben, amelyekben az állítmány vagy a jelző csak egy bizonyos helyen lehet a vele egy szószerkezetben levő szavakhoz viszonyítva), de nem is teljesen szabad.
A jelzős szószerkezeten belüli szórenddel kapcsolatban lásd A jelző helye.

### A kiemelt mondatrész nélküli mondatban
A kijelentő mondatban az alany általában az állítmány előtt áll (Mama a venit ’A mama megjött’), de az eldöntendő kérdő mondatban és a felkiáltó mondatban többnyire az állítmány áll az alany előtt : A venit mama? ’Megjött a mama?’, A venit mama! ’Megjött a mama!’ A kiegészítendő kérdő mondatban az állítmány mindig az alany előtt van : Când vine mama? ’Mikor jön a mama?’, A cui e cartea ? ’Kié a könyv?’
A főnévvel kifejezett közvetlen tárgy az állítmány mögött áll, ha ez valamelyik igemódban van (Am văzut copilul ’Láttam a gyereket’, Am văzut fetița ’Láttam a kislányt’), de a hangsúlytalan névmással kifejezett az ige előtt [L-am văzut ’Láttam (őt)’ (hímnem)], kivéve ha az ige összetett múlt időben van, a névmás pedig 3. személy egyes szám nőnemű: Am văzut-o ’Láttam (őt)’ (nőnem). A határozói igenév közvetlen tárgya mindig az alaptagja mögött áll: văzând copilul ’a gyereket látva’, văzând fetița ’a kislányt látva’, văzându-l ’őt (hn.) látva’, văzând-o ’őt (nn.) látva’.

### Kiemelt mondatrészekkel
Mondatrész kiemelése általában úgy történik, hogy előbbre helyezik a kiemelés nélküli mondatban szokásos helyéhez képest, és a beszédben nyomatékosabban hangsúlyozzák. A kiemelés elsősorban azt fejezi ki, hogy a beszélő fontosságot tulajdonít a kiemelt mondatrésznek. Példák:
- állítmány: Au devenit ruginii câmpiile ’Rozsdaszínűek lettek a mezők’;
- közvetlen tárgy: Lupul păru-și schimbă, iar năravul ba (szó szerint ’A farkas kicseréli a szőrét, de a rossz szokását nem’);
- közvetett tárgy: Solului nu i se taie capul ’Követnek nem vágják le a fejét’;
- időhatározó: După furtună vine și vreme bună (szó szerint ’Vihar után jön még jó idő is’).

A kiemelés emocionális jellegű is lehet: Ți-a făcut bine ’Jót tett neked’ (kiemelés nélkül) vs. Bine ți-a făcut! ’Jól megkaptad (tőle)!’ (káröröm kifejezése).